# 彭勇 (1970年)
彭勇（1970年11月—），男，汉族，四川眉山人，中华人民共和国政治人物。曾任中国大唐集团有限公司副总经理、党组成员，湖北省人民政府副省长等职务。现任中共湖北省委常委、省委秘书长。